# Xã Niangua, Quận Camden, Missouri
Xã Niangua (tiếng Anh: Niangua Township) là một xã thuộc quận Camden, tiểu bang Missouri, Hoa Kỳ. Năm 2010, dân số của xã này là 2.709 người.